# Disguised Masters
Disguised Masters ist ein Album der norwegischen Metal-Band Arcturus (hier unter dem Namen Arcturus and the Deception Circus) mit Remixes, Neuaufnahmen und unveröffentlichten Liedern. Es wurde 1999 bei Jester Records veröffentlicht und über Voices of Wonder vertrieben.

## Titelliste
Preludium
1. White Tie Black Noise (Designed by When for Arcturus) – 0:49
2. Deception Genesis (New track) – 6:35
3. Du Nordavind (1998 re-recording) – 3:54

Interludium
1. Alone (Intellecto/Valle Darktrip) – 5:20
2. The Throne of Tragedy (Phantom FX jungle Remix) – 6:49
3. La Masquerade Infernale (Valle/Hellhammer reconstruction) – 2:23
4. Master of Disguise (Phantom FX remix w/gangstafications by S.C.N.) – 4:25
5. Painting My Horror (G. Wolf levitation mix) – 5:37
6. Ad Astra (The Magenta experience) – 4:39

Postludium
1. Ad Astra (Ensemble version) – 7:32

„White Tie Black Noise“ und „Deception Genesis“ sind neue Stücke, „Du Nordavind“ eine Neuaufnahme des Stücks von der EP Constellation bzw. dem Debütalbum Aspera hiems symfonia. Die Originalversionen der restlichen Titel erschienen 1997 auf La Masquerade Infernale. Nach diesem entstanden die „Kuriositäten“ von Disguised Masters, das von der Band selbst produziert wurde. Arcturus warnen auf dem Backcover, dass dies nicht ihr neues Studioalbum sei, sondern ein Produkt „musikalischer Disjunktion“, das „allgemeinen Schwachsinn“ erfordere.

## Stil
Während die beiden neuen Stücke und die Neueinspielung von „Du Nordavind“ stilistisch noch an die theatralische Verbindung von Metal, elektronischer Musik und Kammermusik auf La Masquerade Infernale anknüpfen, sind die Remixes durch Umarrangierung und elektronische Verfremdung vom Stil der Originale meist weit entfernt.
- „Alone“ erhält Noise-Einflüsse und Trip-Hop-Rhythmen mit gesampletem Schlagzeug.
- „The Throne of Tragedy“ wird zu einem Electro-Stück.
- „La Masquerade Infernale“ ist eine ruhigere Version des Originals mit Drumloops.
- „Master of Disguise“ ist eine gerappte Version mit Hip-Hop- und Breakbeats.
- „Painting My Horror“ wird zu einem Ambient-Stück mit Einflüssen aus Clicks & Cuts.
- „Ad Astra“ findet sich in einer EBM- und in einer Streichquartett-Fassung.

## Rezeption
Jason Hundey von Allmusic findet Disguised Masters interessant, empfiehlt es aber nur Fans der Band. Gunnar Claußen von den Babyblauen Seiten hält es für „ein gelungenes Remix-Album mit einigen sehr guten und vielen überzeugenden Verarbeitungen des ‘La Masquerade Infernale’-Materials“. Im Online-Magazin Vönger wird Disguised Masters als „ein Universum zeitlos-verrückter Musik“ bezeichnet, im Rock Hard als „ein logisches Bindeglied zwischen ‘La Masquerade Infernale’ und Ulvers ‘Themes From William Blakes Marriage Of Heaven And Hell’“.